# Portals
| Оценки критиков      | Оценки критиков |
| Источник             | Оценка          |
| -------------------- | --------------- |
| AllMusic             | [ 4 ]           |
| Evening Standard     | [ 5 ]           |
| The Line of Best Fit | 6/10            |
| Rolling Stone        | [ 3 ]           |

Portals — третий студийный альбом американской певицы-песенницы Мелани Мартинес. Он был выпущен 31 марта 2023 года на лейбле Atlantic Records. Ему предшествовали два сингла, «Death» 17 марта 2023 года и «Void» 29 марта 2023 года.

## Общая информация
После выпуска её второго студийного альбома K-12 и одноименного музыкального фильма в 2019 году, Мартинес выпустила свой четвёртый мини-альбом After School (2020), который послужил делюкс-изданием для второго студийного альбома. Однако расширенный альбом не связан с музыкальным фильмом в плане хронологии.
После двухлетнего музыкального перерыва Мартинес начала архивировать все свои посты в Instagram и 18 февраля 2023 года представила тизер предстоящего альбома. Певица также выпустила двенадцатисекундный фрагмент на Spotify.

## Продвижение
В тизерном видео был показан гриб в туманном, похожем на сон лесу, на ножке которого была выгравирована фраза «RIP Crybaby», сопровождаемая фрагментом новой песни. В течение следующих нескольких дней на всех её социальных платформах было размещено ещё несколько тизеров, представляющих «темы возрождения, растущих эмбрионов и яиц, инкубируемых в лесах».
22 февраля 2023 года она выложила тизер длиной в одну минуту, в котором «она сама вылупляется из яйца в виде розового существа в морском стиле». Тизер также включал название альбома и дату выхода. Также был обновлен её официальный сайт, на котором была представлена обложка альбома, а товары для альбома стали доступны для предварительного заказа. Перед выпуском главного сингла альбома Мартинес раскрыла название альбома на своем официальном сайте.
В течение нескольких недель, предшествовавших выходу альбома, Мартинес представила несколько песен из него в Южной Америке. Она выступила на всех трех южноамериканских фестивалях Lollapalooza, а также на Festival Estéreo Picnic и на сольном хедлайнерском шоу в Сантьяго.

### Синглы
В марте 2023 года Мартинес загрузила в Instagram пост с загадочным сообщением и фотографией, на которой изображен розовый инопланетный персонаж «выходящий из человеческой формы». В посте также были указаны тексты песен, дата выхода и название песни «Death», главного сингла альбома, который вышел 17 марта 2023 года. Сингл был написан и спродюсирован Мартинес, а сопродюсером выступил Си Джей Бэран.

## Список композиций
| №                   | Название               | Автор(ы)                                        | Продюсер(ы)                     | Длительность |
| ------------------- | ---------------------- | ----------------------------------------------- | ------------------------------- | ------------ |
| 1.                  | «Death»                | Melanie Martinez                                | Martinez CJ Baran               | 5:06         |
| 2.                  | «Void»                 | Martinez                                        | Martinez                        | 4:07         |
| 3.                  | «Tunnel Vision»        | Martinez Jeremy Dussolliet Tim Sommers          | Baran One Love                  | 4:44         |
| 4.                  | «Faerie Soirée»        | Martinez Jonathan Hopkins Glen Garth Phil Garth | Martinez Baran The 23rd Hoskins | 2:43         |
| 5.                  | «Light Shower»         | Martinez                                        | Martinez                        | 4:27         |
| 6.                  | «Spider Web»           | Martinez                                        | Baran                           | 3:03         |
| 7.                  | «Leeches»              | Martinez Simon Rosen                            | Baran Simon Says                | 3:20         |
| 8.                  | «Battle of the Larynx» | Martinez                                        | Baran                           | 5:28         |
| 9.                  | «The Contortionist»    | Martinez Baran                                  | Baran                           | 3:20         |
| 10.                 | «Moon Cycle»           | Martinez Baran Jared Scharff                    | Baran Pearl Lion                | 2:32         |
| 11.                 | «Nymphology»           | Martinez Baran Nick Long                        | Baran Justin Greenwood [a]      | 5:06         |
| 12.                 | «Evil»                 | Martinez Baran                                  | Baran                           | 4:06         |
| 13.                 | «Womb»                 | Martinez Omer Fedi                              | Baran                           | 3:31         |
| Общая длительность: | Общая длительность:    | Общая длительность:                             | Общая длительность:             | 51:33        |

| №                   | Название            | Длительность |
| ------------------- | ------------------- | ------------ |
| 14.                 | «The Hatching»      | 1:01         |
| Общая длительность: | Общая длительность: | 52:34        |

## Чарты
| Чарт (2023)                            | Высшая позиция |
| -------------------------------------- | -------------- |
| Австралия (ARIA)                       | 1              |
| Австрия (Ö3 Austria)                   | 11             |
| Бельгия/Фландрия (Ultratop)            | 14             |
| Бельгия/Валлония (Ultratop)            | 15             |
| Канада (Canadian Albums Chart)         | 3              |
| Хорватия (HDU)                         | 6              |
| Нидерланды (Album Top 100)             | 8              |
| Финляндия (Suomen virallinen lista)    | 16             |
| Франция (SNEP)                         | 30             |
| Германия (Offizielle Top 100)          | 4              |
| Венгрия (MAHASZ)                       | 11             |
| Ирландия (Irish Albums Chart)          | 3              |
| Италия (FIMI)                          | 20             |
| Литва (AGATA)                          | 7              |
| Новая Зеландия (RMNZ)                  | 1              |
| Норвегия (VG-lista)                    | 22             |
| Польша (ZPAV)                          | 9              |
| Шотландия (Scottish Albums Chart)      | 3              |
| Испания (PROMUSICAE)                   | 8              |
| Швеция (Sverigetopplistan)             | 28             |
| Швейцария (Schweizer Hitparade)        | 23             |
| Великобритания (UK Albums Chart)       | 2              |
| США (Billboard 200)                    | 2              |
| США (Billboard Top Alternative Albums) | 1              |
| США (Billboard)                        | 1              |
| США (Billboard Top Tastemaker Albums)  | 1              |

## История релиза
| Страна    | Дата     | Формат(ы)                             | Издание                    | Лейбл    | Источник      |
| --------- | -------- | ------------------------------------- | -------------------------- | -------- | ------------- |
| Различные | 31 марта | CD цифровое скачивание стриминг винил | Стандартное                | Atlantic | [ 25 ] [ 52 ] |
| США       | 31 марта | Винил                                 | Target exclusive           | Atlantic | [ 53 ]        |
| США       | 31 марта | Винил                                 | Urban Outfitters exclusive | Atlantic | [ 54 ]        |
| США       | 31 марта | Винил                                 | Walmart exclusive          | Atlantic | [ 55 ]        |

## Комментарии
1. ↑  Мартинес использует местоимения она/её[англ.] и они/их[англ.]. В данной статье для единообразия используются местоимения "она/он".
2. ↑  Цифровые копии доступны по всему миру, за исключением Белоруссии и России.